# Ein ehrenwertes Haus (Lied)
Ein ehrenwertes Haus ist ein vom österreichischen Sänger Udo Jürgens komponierter und interpretierter Schlager aus dem Jahr 1975. Den  gesellschaftskritischen Text hat Michael Kunze geschrieben. Das Stück wurde von Ralph Siegel produziert.

## Text
Der Text thematisiert eine Hausgemeinschaft, die ein in „wilder Ehe“ – also ohne Trauschein – lebendes Paar aus dem Haus verbannen will. Bei Erscheinen des Liedes 1975 war dieses Zusammenleben (nach westdeutschem Recht) erst seit kurzem zulässig: bis zum 28. November 1973 war die Vermietung von Wohnungen an unverheiratete Paare gemäß § 180 StGB als Kuppelei verboten. Von Strophe zu Strophe wird klarer, dass nicht das Paar, sondern dessen Nachbarschaft sich in ganz verschiedener Art und Weise unmoralisch verhält.

## Veröffentlichung und Erfolg
Das Lied wurde am 14. April 1975 von Ariola in Deutschland als Singleauskopplung des Albums Meine Lieder veröffentlicht. In Deutschland erreichte das Lied Platz 15 und war insgesamt 16 Wochen in der Hitparade vertreten. In der Schweiz platzierte es sich auf Platz 2 und hielt sich insgesamt 10 Wochen in den Charts.

## Coverversionen
Mehrere Künstler coverten das Lied, u. a. 1977 Gunter Gabriel sowie 2009 Dieter Thomas Kuhn und Band. 2014 wurde das Lied anlässlich Jürgens‘ 80. Geburtstag von Uli Scherbel und Gianni Meurer gecovert; in dieser Version behandelt er nicht mehr ein unverheiratetes, sondern ein homosexuelles Paar.